# Võrumaa
Võrumaa (plným oficiálním názvem Võru maakond, tedy „Võrský kraj“) je jeden z patnácti estonských krajů. Kraj existoval již za první estonské republiky, za sovětské okupace byl zrušen, ale roku 1990 v pozměněných hranicích obnoven.

## Základní údaje
Kraj se nachází na jihovýchodě Estonska. Sousedí na západě a severozápadě s krajem Valgamaa, na severu s krajem Põlvamaa, na východě a jihovýchodě s ruskou Pskovskou oblastí a na jihu s lotyšskými okresy Alūksne a Ape. Má rozlohu 2 305 km² a necelých čtyřicet tisíc obyvatel.

## Dějiny
Předchůdcem dnešního kraje byl nejprve võrský okres, vyčleněný roku 1793 z tarbatského okresu. Po vzniku samostatného Estonska roku 1918 byl dosavadní okres změněn v kraj, přičemž menší západní část byla přičleněna k nově vzniklému kraji Valgamaa. Za sovětské okupace byl změněn opět na okres (Võru rajoon), z něhož severní část připadla k okresu Põlva, takže vznikla administrativní jednotka dnešního rozsahu, a ta byla správní reformou v roce 1990 přeměněna opět na kraj.

## Správní členění

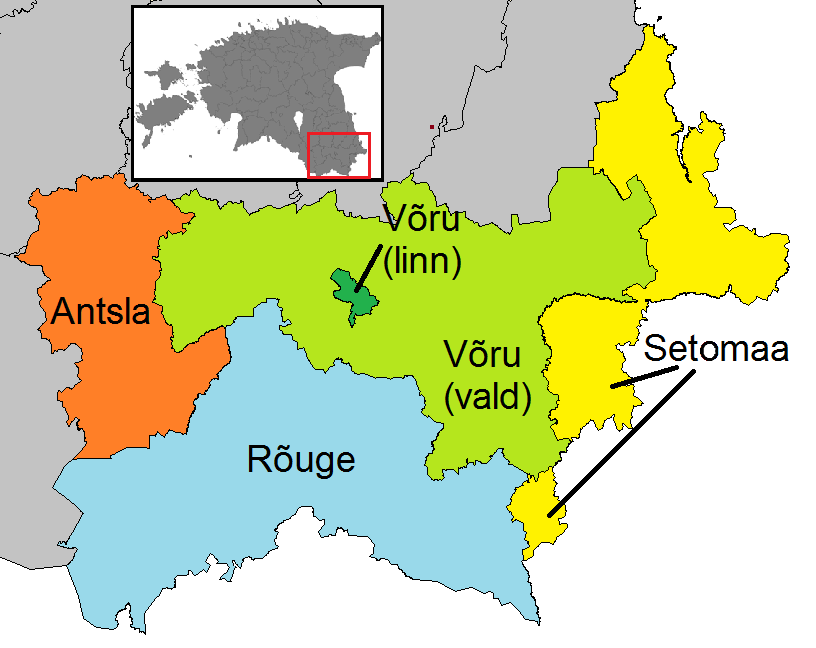
Samosprávné členění kraje Võrumaa

Võrumaa se člení na 1 statutární město Võru a 4 samosprávné venkovské obce Antsla, Rõuge, Setomaa a Võru. Správním střediskem kraje je město Võru.

## Osídlení
K 1. lednu 2006 bylo v kraji hlášeno 38 677 obyvatel, z toho 47,1 % mužů a 52,9% žen. Porodnost činila 9,5 ‰, úmrtnost 14,8‰, přirozený přírůstek tedy –5,3‰. Národnostně bylo 94,5 % obyvatel Estonců a 4,1 % Rusů. Podle věku připadlo 16,0 % na mladistvé (0-14 let), 64,9 % na osoby v produktivním věku (15-64 let) a 19,1 % na seniory (65 let a starší). Míra nezaměstnanosti byla odhadnuta na 2–4 %. Kraj byl osídlen s hustotou 16,9 obyv./km².
V kraji jsou 2 města (Antsla a Võru), 10 městeček (Kobela, Kose, Misso, Parksepa, Rõuge, Sõmerpalu, Vana-Antsla, Varstu, Vastseliina, Väimela) a 566 vesnic.

## Příroda
Kraj se člení ve tři hlavní krajinné oblasti — severní a severozápadní část tvoří morénová pahorkatina, složená z jižních výběžků vysočiny Otepää a východních výběžků Karulské vysočiny, jižní a jihovýchodní část je tvořena Haanijskou vysočinou, nejvyšší pahorkatinou celého Pobaltí, a uprostřed mezi těmito dvěma oblastmi se od jihozápadu k severovýchodu a dále k východu táhne Hargelsko-võrská proláklina, protékaná řekami Mustjõgi, Võhandu a Piusa, v jejímž středu se rozkládají poměrně velká jezera Vagula a Tamula.
Z přírodních zajímavostí na území kraje jsou nejcennější jednak úzké ledovcové Urvastské údolí s malebnými jezery Ühtjärv a Lõõdla järv, jednak Piuské jeskyně na řece Piuse poblíž Obinitsy.